# Tuyến Musashino
Tuyến Musashino (武蔵野線 Musashino-sen) là một tuyến đường sắt được điều hành bởi Công ty Đường sắt Đông Nhật Bản (JR East). Nó kết nối ga Tsurumi ở Yokohama với ga Nishi-Funabashi ở Chiba, tạo thành tuyến vành đai chạy quanh trung tâm Tokyo dài 100.6 km. Tuyến này là một phần của hệ thống "Tokyo Mega Loop" (tiếng Nhật: 東京メガループ) chạy quanh Tokyo, bao gồm các tuyến Keiyō, Musashino, Nambu và Yokohama.

## Danh sách ga
- Fuchūhommachi -  Tuyến Nambu
- Kita-Fuchū
- Nishi-Kokubunji -  Tuyến Chūō (tốc hành)
- Shin-Kodaira
- Shin-Akitsu -  Tuyến Seibu Ikebukuro [ja] (Ga Akitsu [ja])
- Higashi-Tokorozawa
- Niiza
- Kita-Asaka -  Tuyến Tōbu Tōjō [ja] (Ga Asakadai [ja])
- Nishi-Urawa
- Musashi-Urawa -  Tuyến Saikyo
- Minami-Urawa -  Tuyến Keihin-Tōhoku
- Higashi-Urawa
- Higashi-Kawaguchi -  Saitama Tốc hành [ja]
- Minami-Koshigaya -  Tuyến Tobu Skytree [ja] (Ga Shin-Koshigaya [ja])
- Koshigaya-Laketown
- Yoshikawa
- Yoshikawaminami
- Shin-Misato
- Misato
- Minami-Nagareyama -  Tsukuba Express [ja]
- Shin-Matsudo - JL Tuyến Joban Local [ja]
- Shin-Yahashira -  Shin-Keisei [ja]
- Higashi-Matsudo -  Tuyến Hokusō [ja],  Narita Sky Access [ja]
- Ichikawaōno
- Funabashihōten
- Nishi-Funabashi -  Tuyến Chūō-Sōbu Local [ja],  Tuyến Tokyo Metro Tōzai [ja],  Tōyō Tốc hành [ja]